# Комитет Ная

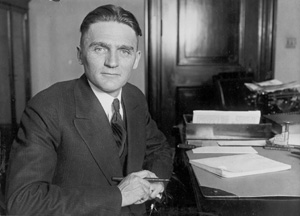
Сенатор Джеральд Най (республиканец от Северной Дакоты), глава сенатского комитета по расследованию производства боеприпасов

Комитет Ная, официально известный как Специальный комитет по расследованию военной промышленности, был комитетом Сената США (12 апреля 1934 г. — 24 февраля 1936 г.) под председательством сенатора США Джеральда Ная (республиканец от штата Северная Дакота). Комитет исследовал финансовые и банковские интересы, лежащие в основе участия Соединенных Штатов в Первой мировой войне, а также прибыли промышленных и коммерческих фирм, поставляющих боеприпасы союзникам и Соединённым Штатам. Результаты работы комитета стали важным фактором общественной и политической поддержки американского нейтралитета на начальном этапе Второй мировой войны.

## Изоляционизм
Расследование комитета Ная заставило усомниться в том, что участие в Первой мировой войне отвечало задачам распространения американских ценностей в мире. Работа комитета внесла серьёзный вклад в укрепление политики изоляционизма накануне Второй мировой войны. В результате Конгресс принял ряд законов о нейтралитете, первый из которых запретил продавать оружие и боеприпасы странам, находящимся в состоянии войны, а также путешествовать на судах, принадлежащих таким странам, второй добавил запрет предоставлять займы и кредиты воюющим странам, а третий (принятый через несколько месяцев после мятежа Франко в Испании) распространил действие этих ограничений на гражданские войны.